# 帕坦科特
帕坦科特，或（[pəˈʈʰaːnkoːʈ]），印度旁遮普邦城市，地处旁遮普邦、喜马偕尔邦、印控克什米尔三地交界处。总人口139000 (2007年)，为旁遮普邦第5大城市。当地平均海拔331 m。

## 交通
帕坦科特市内公路路况较差。

## 教育
帕坦科特现无高等教育机构。